# Waleri Pawlowitsch Gopin
Waleri Pawlowitsch Gopin (russisch Валерий Павлович Гопин; * 8. Mai 1964 in Selzo, Oblast Brjansk) ist ein ehemaliger russischer Handballspieler und war zuletzt als Trainer von Eintracht Hildesheim tätig.

## Spielerkarriere
Gopin spielte auf der Position des Linksaußen bis 1996 in Spanien, bevor er nach Deutschland wechselte. In Deutschland spielte er bei der SG Leutershausen, dem VfL Gummersbach, der SG Hameln und der SG Kronau/Östringen. Dann wechselte er in die italienische Liga nach Meran.

## Trainerkarriere
Nach seiner Rückkehr aus Italien nach Russland trainierte Gopin seit 2003 Poljot Tscheljabinsk. Zudem übte er seit 2005 die Funktion des Co-Trainers der russischen Nationalmannschaft aus. Von 1. Juli 2006 bis 23. Oktober 2006 war Gopin Trainer von Eintracht Hildesheims erster Herrenmannschaft. Für den Rest der Saison 2006/2007 trainierte er die zweite Herren der Eintracht, welche in der zweiten Kreisklasse im Handballkreis Weser/Schaumburg Ost spielt.

## Erfolge als Spieler
- 187 Spiele für die sowjetische Männer-Handballnationalmannschaft und die Nationalmannschaften der GUS und Russlands
- 3 × Torschützenkönig in Spanien
- 2 × Torschützenkönig in Italien
- Europameister 1996
- Weltmeister 1993 und 1997
- Olympiasieger 1988 und 1992